# Marie Gabrielle Éléonore de Bourbon-Condé

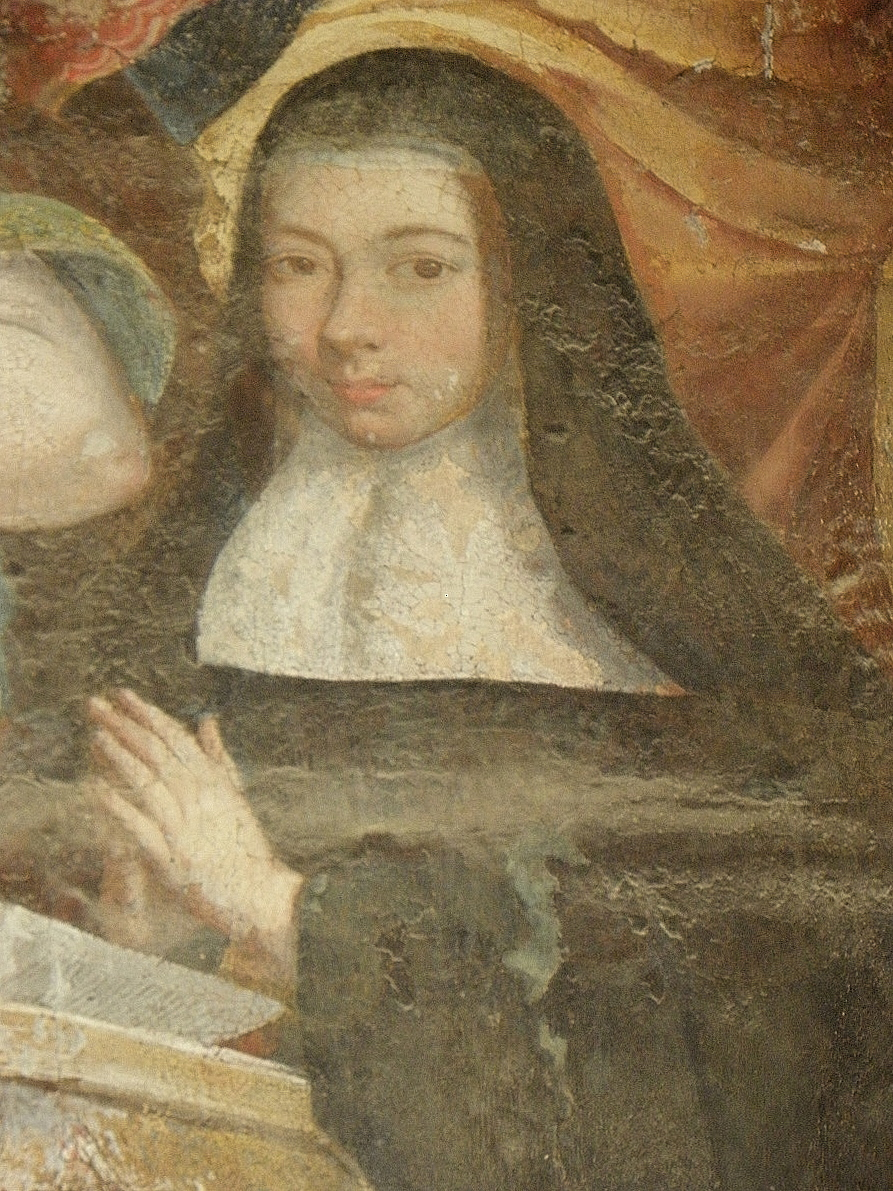
Porträt von Marie Gabrielle Éléonore de Bourbon

Marie Gabrielle Éléonore de Bourbon (* 22. Dezember 1690 in Versailles; † 28. August 1760 in Villejuif), in ihrer Jugend Mademoiselle de Bourbon genannt, war ab 1723 bis zu ihrem Tode Äbtissin von Saint-Antoine-des-Champs.
Sie kam als erstes Kind von Louis de Bourbon, Fürst von Condé, und Louise Françoise de Bourbon, einer Tochter des französischen Königs Ludwig XIV. und seiner Mätresse Madame de Montespan, zur Welt. Mit 15 Jahren trat sie am 20. Mai 1706 in die Abtei Fontevrault ein  und leistete rund ein Jahr später am 26. Mai 1707 die Profess. Im Oktober 1719 bot man ihr an, Äbtissin von Maubuisson zu werden, aber sie verzichtete auf dieses Amt, um am 9. Mai 1723 Äbtissin des Klosters Saint-Antoine-des-Champs in Paris zu werden.
Ludwig XV. schickte sie wegen diverser Vergehen im April 1742 in das Kloster Notre-Dame de La Saussaye bei Villejuif, ohne sie allerdings ihres Amtes als Äbtissin von Saint-Antoine-des-Champs zu entheben. Marie Anne Gabrielle Éléonore starb 69-jährig in Notre-Dame de La Saussaye und wurde am 3. September 1760 in der Abtei von Saint-Antoine-des-Champs beigesetzt.